# Mussaenda ridleyana
Mussaenda ridleyana är en måreväxtart som beskrevs av Herbert Fuller Wernham. Mussaenda ridleyana ingår i släktet Mussaenda och familjen måreväxter. Inga underarter finns listade i Catalogue of Life.